# 笠置型防護巡洋艦
| 笠置型防護巡洋艦 | 笠置型防護巡洋艦 |
| ---------------- | --- |
| 2番艦千歳        | |
| 艦級概観         | |
| 艦種             | 防護巡洋艦 |
| 艦名             | |
| 前級             | 須磨型 |
| 次級             | 新高型 |
| 要目（笠置）     | |
| 排水量           | 常備：4,900トン |
| 全長             | 114.15m（垂線間長） |
| 全幅             | 14.91m |
| 吃水             | 5.44m |
| 機関             | 円缶12基 直立型4気筒3段膨張レシプロ2基 2軸、15,500馬力                                                                               |
| 速力             | 22.5ノット |
| 航続距離         | 10ノットで4,000海里 |
| 燃料             | 石炭1,000トン |
| 乗員             | 405名 |
| 兵装             | 45口径20.3cm単装速射砲2門 40口径12cm単装速射砲10門 40口径7.6cm単装速射砲12門 4.7cm単装速射砲6門 35.6cm水上魚雷発射管5門（千歳は4門） |
| 装甲             | 甲板傾斜部：89mm（千歳） |

笠置型防護巡洋艦（かさぎがたぼうごじゅんようかん）は日本海軍の防護巡洋艦。同型艦2隻。日本海軍の防護巡洋艦中、外国で建造された最後の艦型。

## 概要
日清戦争後の第一期拡張計画によりアメリカに発注された。これは外交上の配慮からと言われている。艦型は「吉野」の改良型である「高砂」とほぼ同じである。「笠置」はクランプ社フィラデルフィア造船所で、「千歳」はユニオン・アイアン・ワークス社サンフランシスコ造船所で建造され、1898年（明治31年）と翌1899年（明治32年）に竣工、引き渡された。
兵装は竣工後にそれぞれ英アームストロング社と横須賀で搭載された。同型艦ではあるが船体寸法、武装配置等に相違点がある。「千歳」は常備排水量4,760トン、垂線間長115.27m (378ft 2in)、全幅14.99m (49ft 2in)、吃水5.37m (17ft 7in1/2)、速力は22.25ノット。
竣工後は1900年（明治33年）の北清事変により清へ派遣、日露戦争では黄海海戦、日本海海戦等に参加した。
「千歳」は1907年（明治40年）にアメリカで行われた植民300年祭記念観艦式に参列、「笠置」は1911年（明治44年）度に少尉候補生の遠洋航海としてハワイ方面へ航海した。第一次世界大戦には両艦とも参戦し、青島攻略作戦などに参加した。
「笠置」は1916年（大正5年）に座礁により喪失、「千歳」は1921年（大正10年）に二等海防艦に類別変更、1928年（昭和3年）に除籍され1931年（昭和6年）に撃沈処分された。

## 同型艦
- 笠置 [I]
- 千歳 [I]